# Antipathes galapagensis
Antipathes galapagensis is een doornkoraal uit de familie van de Antipathidae. De wetenschappelijke naam van de soort is in 1941 voor het eerst geldig gepubliceerd door Elisabeth Deichmann.